# Кривенко, Татьяна Олеговна
Кривенко Татьяна Олеговна (Родилась 30 марта 1964 года в Москве) — российский государственный и политический деятель. Депутат Государственной Думы VII созыва, член фракции «Единая Россия», член комитета Госудумы по труду, социальной политике и делам ветеранов.

## Биография
В 1988 году получила высшее образование по специальности «Русский язык и литература» окончив Калининский государственный университет. 17 декабря 2003 года Постановлением мэра Москвы Лужкова была освобождена от должности советника первого заместителя Мэра Москвы в Правительстве Москвы, при этом в пункте 2 этого же постановления прямо указано: возложить на лиц, освобожденных от занимаемых должностей в соответствии с пунктом 1 настоящего распоряжения, исполнение должностных обязанностей впредь до замещения указанных должностей в установленном порядке. После прошедших 7 декабря 2003 года выборов мэра, все заместители, до вступления мэра в должность становятся исполняющими обязанности, тот же порядок действует и в отношении служащих категории «Б», о которых речь идёт в постановлении. Таким образом можно уверенно говорить, что в 2000-х годах Т. О. Кривенко работала в мэрии Москвы.
В 2010 году работала в аппарате мэрии Москвы была советником Людмилы Швецовой, первого заместителя мэра Москвы. По сведениям, имеющимся 2016 год работала в аппарате Госдумы VI созыва советником по обеспечению работы с органами власти субъектов РФ в управлении по организационному обеспечению деятельности Госдумы. В мае 2016 года принимала участие в праймериз «Единой России». Баллотировалась в Госдуму VII созыва от партии «Единая Россия», однако в результате распределения мандатов в Госдуму не прошла. После выборов 2016 года до июня 2018 года работала в Департаменте территориальных органов исполнительной власти Москвы, была назначена начальником организационно-методического управления, позже — начальником управления контроля. 4 июля 2018 года получила вакантный мандат депутата Государственной думы РФ VII созыва освободившийся в связи со смертью Станислава Говорухина.
Генеральный совет «Единой России» принял решение о передаче вакантного мандата Кривенко и предложил её кандидатуру ЦИК РФ в связи «с активным участием зарегистрированного кандидата в деятельности партии после выборов». На выборах в Госдуму в 2016 году она занимала 17-е место в списке московской региональной группы, в которую входил Станислав Говорухин. По результатам обращения Генсовета «Единой России» ЦИК принял постановление о передаче вакантного мандата Т. О. Кривенко.